# Fingerbøl-slægten
Fingerbøl-slægten (Digitalis) består af 20 arter af toårige, stauder og buske, som tidligere var anbragt i Maskeblomst-familien. Efter genetiske undersøgelser viser det sig nu, at de hører hjemme i Vejbred-familien. Arterne er udbredt i Europa, Nordafrika, Asien og naturaliseret i Nordamerika. De urteartige planter, som er kendt her i landet, har en opret vækst med stive stængler og spredte lodne blade med bugtet rand. Det første år dannes der dog kun en roset af blade ved jorden. Blomsterne sidder i en endestillet klase, og de har sammenvoksede kronblade, sådan at de harr form som fingerbøl. Her omtales kun de arter, som er vildtvoksende i Danmark, eller som dyrkes her i landet.
Hele planten er giftig, inklusiv rødder og frø, om end bladene er mest giftige. Hvis man spiser bladene er der i yderste konsekvens risiko for dødsfald. Tidlige symptomer ved indtagelse omfatter utilpashed, opkast, spisevægring, diarré, ondt i maven, hallucinationer, svingende bevidsthed og kraftig hovedpine. Alt efter hvor kraftig forgiftningen er, kan patienten senere opleve svingende og svag puls, nerveforstyrrelser, synsforstyrrelser (særligt med gule/grønne skær om objekter, og blå haloer omkring lys), kramper og dødelige forstyrrelser af hjertet.
| Beskrevne arter |

- Rustfarvet fingerbøl (Digitalis ferruginea)
- Storblomstret fingerbøl (Digitalis grandiflora)
- Uldhåret fingerbøl (Digitalis lanata)
- Gul fingerbøl (Digitalis lutea)
- Småblomstret fingerbøl (Digitalis parviflora)
- Almindelig fingerbøl (Digitalis purpurea)

| Andre arter |

- Digitalis canariensis
- Digitalis chalcantha
- Digitalis dubia
- Digitalis × fulva
- Digitalis isabelliana
- Digitalis laevigata
- Digitalis mariana
- Digitalis × mertonensis
- Digitalis nervosa
- Digitalis obscura
- Digitalis × sibirica
- Digitalis thapsi
- Digitalis × valinii
- Digitalis viridiflora